# Лозовский, Андрей Николаевич
Андрей Николаевич Лозовский (укр. Андрій Миколайович Лозовський; род. 31 января 1973, Одесса) — украинский футболист, выступавший на позиции полузащитника.

## Клубная карьера
Воспитанник СДЮСШОР «Черноморец» (Одесса), выпуск 1990 года. Начал футбольную карьеру в составе одесского «Черноморца». 3 марта 1992 дебютировал в Высшей лиге в поединке с запорожским «Торпедо» (2:1). В сезоне 1994/95 годов защищал цвета СК «Одесса». В 1995 году уехал в Израиль, где выступал в клубах «Хапоэль» (Кефар-Сава), «Маккаби» (Акко), «Бейтар» (Тель-Авив) и «Хапоэль» (Нацерат-Илит). В 2001 году вернулся в одесский «Черноморец», в котором завершил профессиональную карьеру. С 2003 по 2004 год выступал в любительском клубе «Реал» (Одесса), а в сезоне 2004/05 годов вместе с командой дебютировал во Второй лиге. С 2005 по 2007 год выступал в любительских клубах Одессы: «Солнечная Долина», «Digital» и «Торпедо». В 2013 году сыграл 1 матч в составе одесского «Реал Фармы».

## Карьера тренера
По завершении игровой карьеры с 2008 года тренирует детей в СДЮСШОР «Черноморец» (Одесса). Окончил Южноукраинский педагогический университет имени К. Д. Ушинского. (Одесса).

## Достижения
- Бронзовый призёр чемпионата Украины: 1992/93, 1993/94
- Серебряный призёр Первой лиги Украины: 2001/02
- Обладатель Кубка Украины: 1992, 1993/94